# Perossidasi eosinofila
La perossidasi eosinofila o EPO (dall'inglese eosinophil peroxidase) è un enzima perossidasi (aloperossidasi) codificato negli esseri umani dal gene EPX.
È un eterodimero 71-77 kD composto da una catena più pesante glicosilata e una più leggera non glicosilata. 

## Funzione
In presenza di H2O2, formata dall'eosinofilo, e ioni cloruro o bromuro, la perossidasi eosinofila innesca un potente meccanismo con il quale l'eosinofilo uccide parassiti multicellulari (come, per esempio, il verme nematode che causa filariasi); e anche alcuni batteri (come ad esempio quello della tubercolosi). Questo enzima usa preferenzialmente come substrato il bromuro piuttosto che il cloruro, generando ipobromito (acido ipobromoso).
L'enzima è anche in grado di ossidare il tiocianato e usarlo come co-substrato.

## Ruolo nelle patologie
I composti ossidanti prodotti dalla perossidasi eosinofila sono implicati in stati infiammatorie di diverse patologie, incluso l'asma.